# Gara Focșani
Gara Focșani este singura stație CFR din municipiul Focșani, județul Vrancea.
Este o importantă stație feroviară, întrucât face parte din Magistrala CFR 500, care leagă Bucureștiul de nordul țării.